# Падуреа (Муреш)
Падуреа (рум. Pădurea) насеље је у Румунији у округу Муреш у општини Шаулија. Oпштина се налази на надморској висини од 370 m.

## Становништво
Према подацима из 2002. године у насељу је живело 130 становника, од којих су сви румунске националности.